# Hyphoporus kempi
Hyphoporus kempi är en skalbaggsart som beskrevs av Gschwendtner 1936. Hyphoporus kempi ingår i släktet Hyphoporus och familjen dykare. Inga underarter finns listade i Catalogue of Life.